# پپه ایگلسیاس
پپه ایگلسیاس (انگلیسی: Pepe Iglesias؛ ۱۱ فوریهٔ ۱۹۱۵ – ۴ مارس ۱۹۹۱) با نام هنری اِل زورو(روباه) هنرپیشه و کمدین اهل کشور آرژانتین بود. وی علاوه بر آرژانتین، در کشورهای شیلی و اسپانیا نیز فعالیت‌های خود را ادامه می‌داد.